# Кашалот (подводная лодка)
«Кашалот» — подводная лодка российского императорского флота типа «Нарвал». Построена в 1911—1915 годах, входила в состав Черноморского флота, приняла активное участие в Первой мировой войне.

## История строительства
Подводная лодка «Кашалот» была заложена в декабре 1911 года в Санкт-Петербурге на Невском заводе, затем перевезена в Николаев, 18 октября 1913 года совместно с остальными двумя однотипными лодками заложена на стапелях отделения Невского завода в Николаеве, о чём на деталях киля установлена закладная доска. Начало Первой мировой войны встретила в достройке. 22 августа 1915 года спущена на воду и зачислена в состав 2-го дивизиона Бригады подводных лодок Черноморского флота. В августе 1915 года начаты сдаточные испытания корабля по сокращённой программе.
В октябре 1915 года в Николаеве начала сдаточные испытания по сокращённой программе.
3 ноября 1915 года переведена в Севастополь. По итогам испытаний двух предыдущих лодок типа «Нарвал» было принято решение демонтировать передаточное устройство между передней и задней парами двигателей, установить на передние двигатели фрикционные муфты и, по аналогии с «Китом» не использовать носовые и кормовые двигатели одновременно. В процессе испытаний также были демонтированы носовая и кормовая пары торпедных аппаратов системы Джевецкого, а оставшиеся четыре аппарата были модифицированы по схеме Джевецкого-Подгорного. На «Кашалоте» установили аппаратуру звуководводной связи и наблюдения системы Фессендена с высокочастотной машиной Вологдина.
13 мая 1916 года вступила в строй Бригады подводных лодок и принята в казну.

## Служба
В 1916—1917 годах «Кашалот» принял активное участие в Первой мировой войне под командованием офицера Петра Константиновича Столицы.
Всего за время Первой мировой войны «Кашалот» потопил не менее 36 судов и парусников противника. Есть в ряде источников и более высокое число побед — 42 судна общим водоизмещением 1 339 брт, в основном это были небольшие парусные шхуны, перевозящие уголь от месторождений Зунгулдака в Стамбул.
26 октября (8 ноября) 1917 года перешла в подчинение Центрофлота. После войны находилась в Севастополе с сокращённым экипажем. В мае 1918 года захвачена немцами, в отличие от других лодок нового обозначения не получила. 24 ноября захвачена англо-французскими интервентами, в последующие дни передана Белому движению. 24 апреля 1919 года с другими подводными лодками выведена на внешний рейд Севастополя. 26 апреля затоплена по приказу англичан.
В 1975 году была обнаружена на дне на глубине 70 метров Аварийно-спасательной службой Черноморского флота при плановом поиске затопленных объектов, но не опознана. В 2006 году севастопольские аквалангисты из клуба «Альфа» обследовали лодку. В 2011 году лодка окончательно опознана как «Кашалот». По состоянию на 2021 год продолжает находиться на дне.

## Командиры[4]
- (29.05.1915-26.09.1915) - Бачманов Петр Сергеевич,
- (04.06.1916-07.11.1916) - старший лейтенант Гадон Альфред Стефанович,
- (07.11.1916-02.1918) - капитан-лейтенант, капитан 2-го ранга Столица Пётр Константинович,
- (1918) - капитан-лейтенант Люби Константин Григорьевич.